# Yokoi Yayū

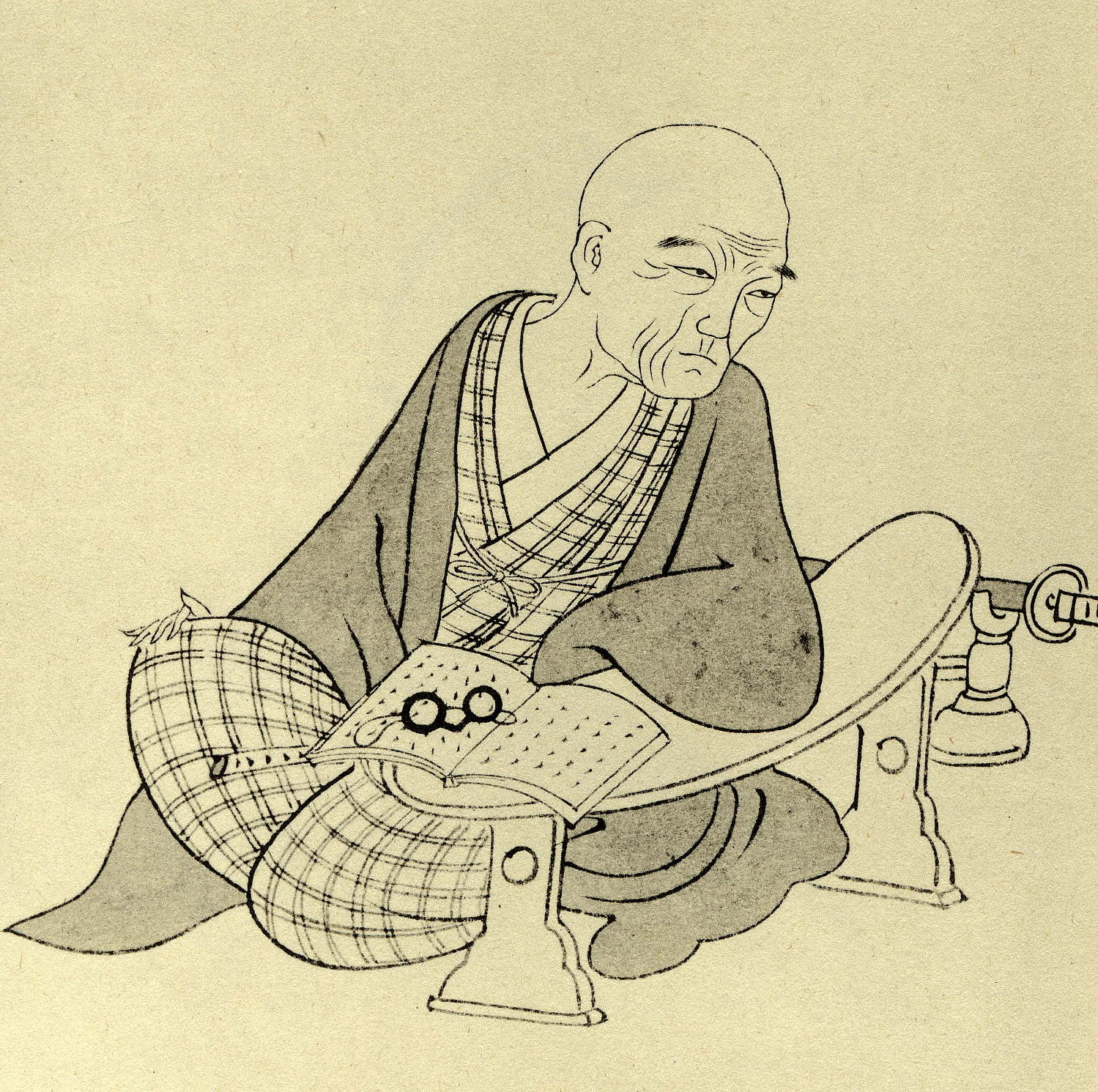
Yokoi Yayū

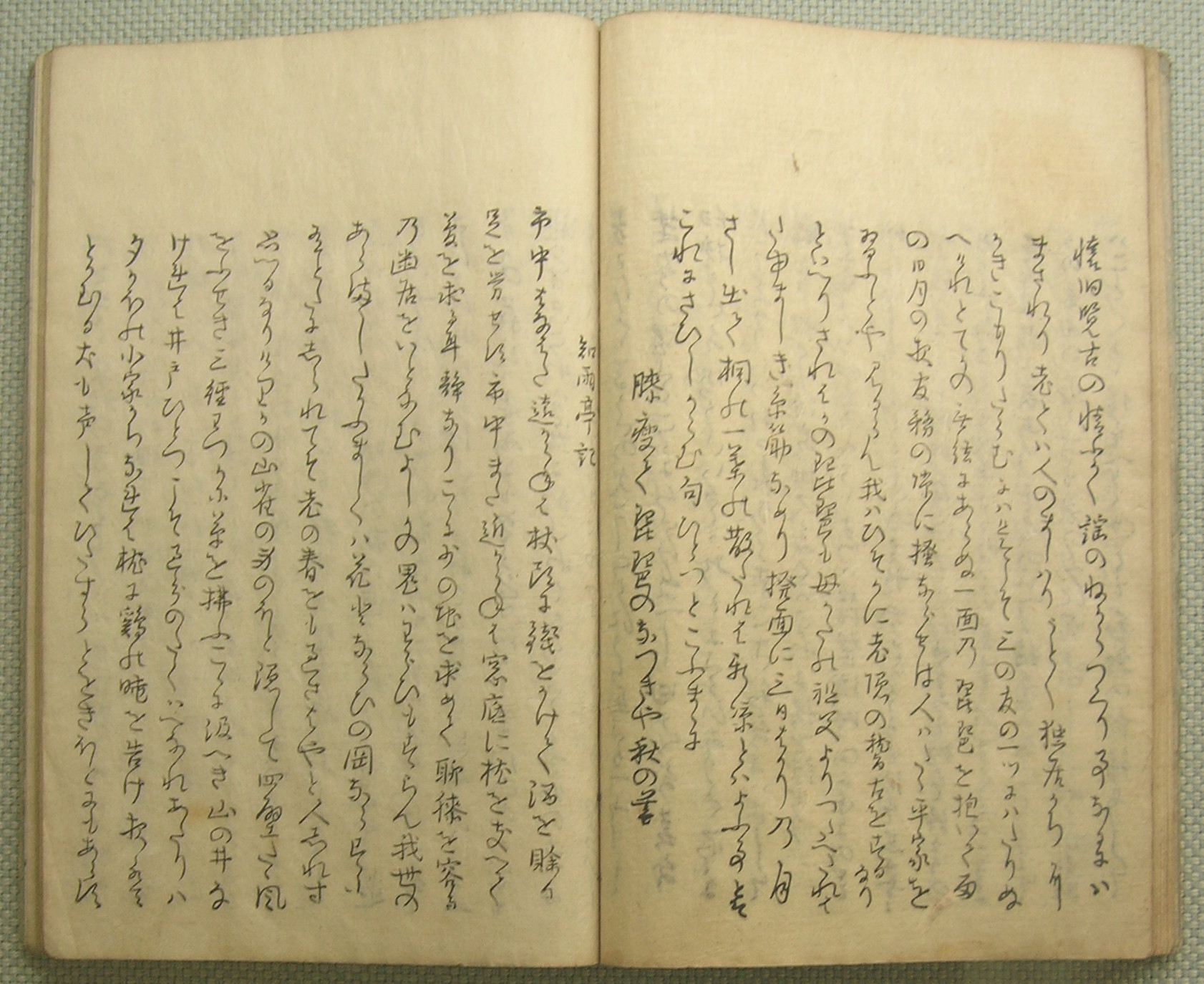
Seite aus „Uzuragoromo“

Yokoi Yayū (japanisch 横井也有; geboren 24. Oktober 1702 in Nagoya (Provinz Owari); gestorben 15. Juli 1783) war ein japanischer Haiku-Dichter der mittleren Edo-Zeit.

## Leben und Wirken
Yokoi Yayū stammte aus einer angesehenen Hatamoto-Familie der Domäne Owari (Nagoya). Als Yayū 26 Jahre alt war, starb sein Vater und er erbte das Familieneinkommen von 1.000 Koku. Nach drei Jahren wurde er Goyōnin (御用人), also Lieferant der Daimyō, und im Alter von 40 Jahren wurde er zusätzlich Oberaufseher (大判頭, Ōbangashira) der Bewachung der Burgen von Edo, Kyōto und Osaka. Später diente er auch als Kommissar für Tempel und Schreine (寺社奉行, Jisha bugyō) innerhalb des Bakufu.
Yokoi hatte viele Hobbys und Künste und war sehr bewandert im Gebrauch der Heike Biwa (平家琵琶), in Nō-Liedern, Kalligrafie, Poesie und Kyōka. Außerdem war er sehr versiert in Kampfkünsten und war sogar mit der Kenshin-Santoku-Art vertraut. Seit seiner Zeit als Staatsangestellter widmete er sich in seiner freien Zeit dem Verfassen von Haiku und dem Schreiben, aber er blieb seinen Pflichten treu und trennte klar zwischen seiner Arbeit und seinen Hobbys.
Als Yokoi 53 Jahre alt war, trat er in den Ruhestand und führte ein angenehmes Leben mit seinem Diener Ishihara Fumiaki (石原 文樵), der auf gutem Fuß mit ihm stand. Von der Hōreki- bis zur Meiwa-Ära wurde sein Name im ganzen Land bekannt. Der Haiku-Poet Ōshima Teita (大島蓼太, 1718–1787) aus Edo und Ueya Kōhyō (上矢 敲氷, 1732–1401) aus der Provinz Kai besuchten ihn. Er spielte auch als Kritiker eine wichtige Rolle, indem er sich mit Morikawa Kyoriku (1756–1715) in „Kyorai mondō-hyō“ (去来問答評) und Takebe Ayatari (建部 綾足, 1718–1774) in „Kodamagusa“ (こだま草) befasste. Yayūs Haikai-Aktivitäten reagierten nicht unbedingt sensibel auf Trends in der Haiku-Welt, aber er nahm an der Restaurationsbewegung teil, indem er Katō Gyōdai (加藤 暁台), der aus derselben Heimatstadt stammte, schützte und unterstützte.
Yokoi hat viele Bücher geschrieben, darunter Bücher über Haiku-Gedichte wie „Rayōshu“ (羅葉集), „Kammigusa“ (管見草), „Minami Musubi“ (美南無寿比) und „Nanashi“ (的なし), eine Sammlung chinesischer Gedichte „Ayuin Hen“ (蘿隠編) und eine Sammlung von Kyōka „Gyōgyōshi“ (行々子). Man kann jedoch sagen, dass die Existenz der Sammlung von Haiku-Gedichten „Uzuragoromo“ (鶉衣) – „Die Wachtel“, die in der Geschichte der Haiku-Dichtung glänzt, Yayūs beste Seite zeigt. Es zeichnet sich durch seine witzigen Haikus aus, die sich von den Haikus im Shōfu-Stil unterscheiden.